# Kernmacht

Bij het non-proliferatieverdrag aangewezen kernmachten (Verenigde Staten, Rusland, Verenigd Koninkrijk, Frankrijk, Volksrepubliek China)
Andere kernmachten (India, Pakistan, Noord-Korea)
Andere vermoedelijke kernmachten (Israël)
NAVO-lidstaten die kernwapens delen (België, Duitsland, Italië, Nederland, Turkije)
Voormalige kernmachten (Kazachstan, Oekraïne, Wit-Rusland, Zuid-Afrika)

Een kernmacht of atoommacht is een staat die over kernwapens en de benodigde geleidende systemen beschikt om deze kernwapens voor militaire doeleinden te gebruiken.

## Landen met het aantal aanwezigekernwapens
Deze cijfers hebben betrekking op het jaar 2025:
- Rusland – 4299 (aantal tests: 715, recentste in 1990)
- Verenigde Staten – 3700 (aantal tests: 1054, recentste in 1992)
- China – 600 (aantal tests: 45, recentste in 1996); 200 in 2020 groeit naar 1.000 in 2030[3]
- Frankrijk – 290 (aantal tests: 210, recentste in 1996)
- Verenigd Koninkrijk – 225 (aantal tests: 45, recentste in 1991)
- India – 180 (aantal tests: 6, recentste 13 mei 1998 06:51)
- Pakistan – 170 (aantal tests: 5, recentste 28 mei 1998 10:16:15.8)
- Israël – 90 (Van Israël wordt aangenomen dat het kernwapens bezit, maar het land heeft dit nooit publiekelijk toegegeven of openlijk een kernproef ondernomen.[4])
- Noord-Korea – 50 (vermoedelijk 50 volgens het SIPRI - Stockholm International Peace Research Institute) (aantal tests: 6, recentste in 2017). Noord-Korea beweert bij de laatste test een kernfusiebom te hebben getest.

In januari 2025 hadden negen landen kernkoppen, dit waren de Verenigde Staten (VS), Rusland, het Verenigd Koninkrijk, Frankrijk, China, India, Pakistan, Israël en Noord-Korea. Ze hadden - naar schatting - in totaal zo'n 12.331 kernwapens, waarvan 9604 operationeel inzetbaar en hiervan waren er ongeveer 2000 in een staat van hoge operationele alertheid. Over een reeks van jaren daalt het aantal kernkoppen, met name in de VS en Rusland waar oude kernkoppen worden ontmanteld. SIPRI erkent dat het moeizaam is om goede informatie te verkrijgen. De VS maakten altijd melding van het aantal kernkoppen, maar dit beleid is tijdens president Donald Trump terzijde geschoven. Het Verenigd Koninkrijk en Frankrijk geven enige informatie, maar Rusland weigert in het openbaar een gedetailleerd overzicht te geven, al schijnt deze informatie wel met de VS te worden gedeeld. De ‘Overige kernkoppen’ in de onderstaande tabel betreft kernkoppen in opslag en verouderde kernkoppen die worden ontmanteld.
| Land                | Inzetbare kernkoppen | Overige kernkoppen | Totaal |
| ------------------- | -------------------- | ------------------ | ------ |
| Rusland             | 1710                 | 2589               | 5449   |
| Verenigde Staten    | 1670                 | 1930               | 5277   |
| China               | 24                   | 576                | 600    |
| Frankrijk           | 280                  | 10                 | 290    |
| Verenigd Koninkrijk | 120                  | 105                | 225    |
| India               | 0                    | 180                | 180    |
| Pakistan            | 0                    | 170                | 170    |
| Israël              | 0                    | 90                 | 90     |
| Noord-Korea         | 0                    | 50                 | 50     |
| Totaal              | 3804                 | 5700               | 12.331 |

## Kernwapens van kernmachten geplaatst in andere landen
In verschillende landen zijn (vermoedelijk) Amerikaanse kernwapens gestationeerd, in het kader van de Nuclear sharing-strategie van de NAVO. Die kernwapens vallen onder het beheer van de Verenigde Staten en niet van het 'gastland'. Wel wordt het gastland betrokken bij de planning voor de inzet van de wapens en beschikt het over middelen om die wapens af te werpen. Amerikaanse kernwapens waren in 2009 (vermoedelijk) gestationeerd in België, Duitsland, Italië, Nederland en Turkije. De Federation of American Scientists schatte in 2008 dat het in totaal om 200 tot 350 kernwapens ging.
- België – Op de Vliegbasis Kleine-Brogel zou het Amerikaanse leger enkele kernwapens houden voor strategische doeleinden. Dit werd op 24 januari 2008 ongewild bevestigd door de Belgische minister van Defensie Pieter De Crem. Tijdens een werkbezoek meldde hij dat er "nucleaire capaciteit" aanwezig is.
- Nederland – Op de Luchtmachtbasis Volkel zou het Amerikaanse leger 22 kernwapens houden voor strategische doeleinden. Dit werd op 24 januari 2008 ongewild bevestigd door de Belgische minister De Crem van Defensie. Volgens een op WikiLeaks te vinden diplomatiek telegram heeft de voormalig Nederlandse minister van Buitenlandse Zaken Maxime Verhagen openlijk erkend dat er Amerikaanse kernwapens op luchtmachtbasis Volkel opgeslagen liggen. Op 10 juni 2013 bevestigde Ruud Lubbers in een documentaire op National Geographic de geruchten over de opslag van kernwapens. Hij was premier van 1982 tot 1994 en zou persoonlijk betrokken zijn geweest bij de registratie van de bommen.[6] Op 12 juni 2013 bevestigde oud-premier Dries van Agt dit in radioprogramma Dit is de Dag. In 2013 startte het Nederlandse Openbaar Ministerie een vooronderzoek naar de uitspraken omdat Van Agt en Lubbers mogelijk staatsgeheimen onthuld hadden, maar dit heeft niet geleid tot vervolging.[7]

In 2023 hevelde Rusland tactische nucleaire wapens over naar hun bondgenoot Wit-Rusland. Rusland behoudt wel de controle over de kernkoppen. Het was de eerste keer sinds het uiteenvallen van de Sovjet-Unie in 1991 dat de Russische Federatie kernwapens buiten hun grenzen plaatste.

## Andere landen die kernwapens of een onderzoeksprogramma daarvoor hebben gehad
Van enkele landen is bekend dat zij op enig moment daadwerkelijk kernwapens hebben bezeten maar daar afstand van hebben gedaan. Dit zijn allereerst enkele voormalige Sovjetrepublieken die na het uiteenvallen van de Sovjet-Unie kernwapens op hun grondgebied hadden: Kazachstan, Oekraïne en Wit-Rusland. Daarnaast had Zuid-Afrika ten tijde van het apartheidsregime een actief kernwapenprogramma. Eind jaren 80 werden enkele kernwapens geconstrueerd, die enige jaren later weer werden vernietigd.
Daarnaast hebben vele landen enige tijd een kernwapenprogramma gehad, of een programma dat de ontwikkeling van kernwapens mogelijk moest maken als daar noodzaak toe zou zijn. Deze programma's hebben (met uitzondering van de al besproken landen) voor zover bekend niet tot de daadwerkelijke constructie van een kernwapen geleid.
Israël zou sinds de jaren tachtig eveneens over kernwapens beschikken maar dit is officieel nooit bevestigd noch ontkend. Dit beleid staat bekend als het nucleaire ambiguïteitsbeleid en ook wel als het het zwarte dozenbeleid. Het heeft tot doel een zekere mate van afschrikking te handhaven met de Samsonoptie zonder openlijk betrokken te raken bij het nucleaire non-proliferatieverdrag of internationale inspecties.